# Barcelonès

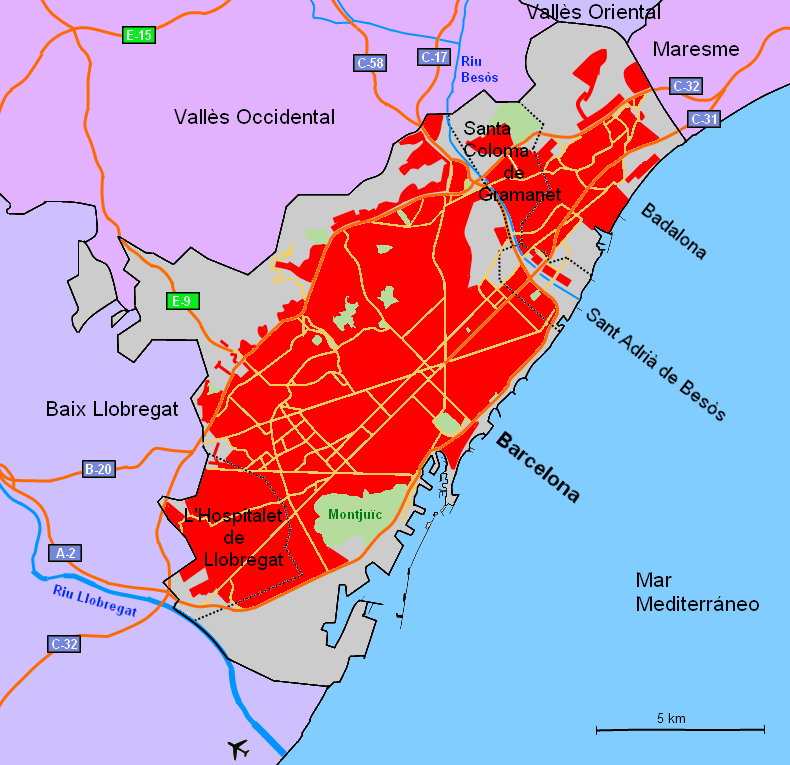
Karte der Comarca Barcelonès

Die Comarca Barcelonès liegt in der Provinz Barcelona der Autonomen Gemeinschaft von Katalonien (Spanien). Der Gemeindeverband hat eine Fläche von 143,65 km² und 2.280.042 Einwohner (2022). Flächenmäßig ist Barcelonès die kleinste Comarca Kataloniens (Platz 41) in Bezug auf die Bevölkerung steht sie allerdings auf Platz 1. Die Bevölkerungsdichte des Gebiets ist eine der höchsten in ganz Europa.

## Lage
Der Gemeindeverband liegt im zentralen Küstenbereich von Katalonien, er grenzt im Norden an die Comarca Vallès Occidental, im Nordosten an die Comarcas Vallès Oriental und Maresme, im Südosten an die 19 km lange Küste des Mittelmeers und im Westen an die Comarca Baix Llobregat. Zusammen mit den Comarcas Alt Penedès, Baix Llobregat, Garraf, Maresme, Vallès Occidental und Vallès Oriental bildet die Region das Territorium Àmbit Metropolità de Barcelona.
Barcelonès liegt in der Ebene zwischen der Mittelmeerküste im Südosten, dem Küstengebirge Serra de Collserola im Nordwesten, und den Flüssen Río Llobregat im Süden und Río Besòs im Norden.

## Wirtschaft
Barcelonès ist mit der Hauptstadt Barcelona der wirtschaftsstärkste Gemeindeverband Spaniens. In der Hauptstadt selbst sind das Dienstleistungs-, das Handwerksgewerbe und die Verwaltungsorganisationen angesiedelt. In den letzten Jahren ist der Städtetourismus zu einem wichtigen Wirtschaftsfaktor herangewachsen. An den Randgebieten der Stadt hat sich eine leistungsstarke Metallverarbeitende-, Chemische-, Druck-, Textil-, Papier-, Bau- und Elektronikindustrie niedergelassen. Ein bedeutender Wirtschaftsfaktor ist der Hafen von Barcelona, einer der größten von Spanien und des gesamten Mittelmeeres.

## Verkehr
Die Region verfügt über gut ausgebaute Stadtautobahnen, die in das Autobahnnetz des Landes eingebunden sind. Ein ausgedehntes, dichtes S-Bahn- (Rodalies) und U-Bahn-Netz (Metro Barcelona) verbindet Barcelona mit der gesamten Region. Über eine Hochgeschwindigkeitsstrecken verkehrt der AVE auf der Strecke Barcelona – Tarragona – Lleida – Saragossa – Madrid. Eine Weiterführung der Strecke nach Girona und weiter bis ins französische Hochgeschwindigkeitsnetz ist zurzeit in Planung bzw. in Bau. Der internationale Flughafen Barcelona liegt auf Gemarkung von El Prat de Llobregat in der benachbarten Comarca Baix Llobregat. Der Hafen von Barcelona bietet Anlegestellen für Handels-, Fähr-, Kreuzfahrtschiffe und Yachten.

## Gemeinden
| Gemeinde                  | Einwohner (2024) | Fläche km² | Dichte Einw./km² | Cod INE | Postleitzahl |
| ------------------------- | ---------------- | ---------- | ---------------- | ------- | ------------ |
| Badalona                  | 227.083          | 20,95      | 10.839           | 08015   | 08910–08918  |
| Barcelona                 | 1.702.547        | 98,21      | 17.336           | 08019   | 08001–08042  |
| L’Hospitalet de Llobregat | 279.993          | 13,62      | 20.557           | 08101   | 08901–08908  |
| Sant Adrià de Besòs       | 38.490           | 3,78       | 10.183           | 08194   | 08930        |
| Santa Coloma de Gramenet  | 121.203          | 7,09       | 17.095           | 08245   | 08920–08924  |
| Comarca Barcelonès        | 2.369.316        | 143,65     | 16.494           | –       | –            |